# Terminalia lundquistii
Terminalia lundquistii är en tvåhjärtbladig växtart som beskrevs av Arthur Wallis Exell. Terminalia lundquistii ingår i släktet Terminalia och familjen Combretaceae. Inga underarter finns listade i Catalogue of Life.